# Canada Farm Cemetery
Canada Farm Cemetery is een Britse militaire begraafplaats met gesneuvelden uit de Eerste Wereldoorlog, gelegen in het Belgische dorp Elverdinge, een deelgemeente van Ieper. Ze ligt 2,5 km ten westen van het dorpscentrum en wordt onderhouden door de Commonwealth War Graves Commission. De begraafplaats werd ontworpen door Reginald Blomfield met medewerking van Arthur Hutton. Het terrein heeft de vorm van een spie met afgeronde hoeken en een oppervlakte van ongeveer 3.400 m² en is omgeven door een bakstenen muur. Het Cross of Sacrifice staat aan de straatzijde naast de toegang en de Stone of Remembrance staat op een verhoogd terras tegen de achterste muur.
Er worden 898 Britten en 9 Canadezen herdacht.

## Geschiedenis
De begraafplaats werd gestart bij het begin van de Tweede Slag om Mesen, de zogenaamde Mijnenslag in juni 1917 en zou gebruikt worden tot het einde van de Derde Slag om Ieper in oktober 1917. Veel gewonden van deze veldslag werden overgebracht naar een dichtbijgelegen boerderij, die door de Britten Canada Farm werd genoemd en ingericht was als Casualty Clearing Station (veldhospitaal). Degenen die aan hun verwondingen bezweken werden hier begraven. De meeste doden waren manschappen van de Royal Artillery (438) en van de Guards Division (144). Na het eindoffensief in 1918 werden nog graven toegevoegd.
De begraafplaats werd in 2009 als monument beschermd.

## Graven
- Charles Christopher Serocold Tennant, onderluitenant bij de Welsh Guards wordt in de kerk van Elverdinge herdacht met een gedenkplaat in de vloer. C.S. Tennant is het onderwerp van de biografie Christopher, geschreven door Oliver Lodge.

### Onderscheiden militairen
- James Llewellyn Davies, korporaal bij de Royal Welsh Fusiliers, verkreeg het Victoria Cross (VC) voor het alleen veroveren van een machinegeweerpost die reeds vele slachtoffers had geëist en het leiden van een aanval op een zwaar verdedigd huis. Hij stierf aan de opgelopen verwondingen.
- Frank George Greir Morris, luitenant-kolonel bij het Border Regiment en Edward Byng George Gregge-Hopwood, luitenant-kolonel bij de Coldstream Guards werden onderscheiden met de Distinguished Service Order (DSO).
- luitenant-kolonel Eric Beresford Greer, de majoors Lionel Gallwey Lutyens, Edward Compton Morgan, Philip Hew Ferguson, John Melville Balfour en Maitland Kar werden onderscheiden met het Military Cross (MC), laatstgenoemde verwierf deze onderscheiding  tweemaal (MC and Bar).
- de kapiteins John Swinnerton Dyer, E.P.W. Wedd, John Alston, Herbert Lesley Ridley, Alister Gordon Peter en Francis John Dobree Knowling, de luitenants Reginald Gordon Hill, C. Shekury en Rupert Farquhar en de onderluitenant Selwyn Ivatts ontvingen eveneens het Military Cross (MC).
- de sergeanten P.J. Wicks en W.I. Clow werden onderscheiden met de Distinguished Conduct Medal (DCM). Compagnie sergeant-majoor W. McIlveen ontving deze onderscheiding tweemaal (DCM and Bar).
- er zijn nog 17 militairen die onderscheiden werden met de Military Medal (MM).

### Aliassen
- sergeant S.W. Pickers diende onder het alias S.W. Arnold bij de Royal Field Artillery.
- geleider Robert Albert Carruthers diende onder het alias A. McBurney bij de Royal Field Artillery.